# سيدي بوزيد (المغرب)
سيدي بوزيد هي قرية ساحلية في المغرب على المحيط الأطلسي تقع جنوب مدينة الجديدة وتعرف بشوارعها النظيفة والفيلات والسياح الأجانب خاصة في فصل الصيف نظرا لشاطئها الجميل كما تعرف القرية كثافة تزامنا مع موسم جماعة مولاي عبد الله.

## وصلات خارجية
- (بالفرنسية) إحصائيات إقليم الجديدة على موقع World Gazetter

1. ↑  المملكة المغربية, المندوبية السامية للتخطيط. population.pdf "الإحصاء العام للسكان والسكنى 2004" (PDF) (بالعربية والفرنسية). ص. 35. مؤرشف من الأصل (pdf) في 2015-05-01. اطلع عليه بتاريخ 2012-04-20. {{استشهاد ويب}}: تحقق من قيمة |مسار أرشيف= (مساعدة)صيانة الاستشهاد: لغة غير مدعومة (link)
2. ↑  المندوبية السامية للتخطيط (المحرر)، الإحصاء العام للسكان والسكنى لسنة 2024 (ط. 7th)، QID:Q109658514